# Jerzy Piwowar
Jerzy Piwowar (ur. 10 października 1946 w Olszynach) – polski siatkarz i trener siatkówki. Zdobywca tytułu mistrza Polski jako trener Hutnika Kraków (1988, 1989).

## Życiorys
Jako zawodnik reprezentował barwy Sokoła Stary Sącz, Beskidu Nowy Sącz, Skawinki Skawina (1966–1967), AZS Kraków (1967–1971) i Hutnika Kraków (1971–1975). Jego największym sukcesem było zdobycie Pucharu Polski w 1974.
Po zakończeniu kariery zawodniczej pozostał w Hutniku jako trener. Od 1977 prowadził pierwszą drużyną, zdobywając z nią dwukrotnie wicemistrzostwo Polski (1978, 1979) oraz brązowy medal w 1981. Z krakowskiego klubu odszedł po zakończeniu sezonu 1981/1982. W latach 1981–1982 był równocześnie asystentem Aleksandra Skiby w reprezentacji Polski seniorów i w tej roli miał udział w wicemistrzostwie Europy w 1981, a także startach w Pucharze Świata w 1981 i mistrzostwach świata w 1982. W trakcie sezonu 1985/1986 ponownie objął drużynę Hutnika Kraków i zdobył z nią kolejno brązowy medal mistrzostw Polski (1986), wicemistrzostwo Polski (1987), mistrzostwo Polski (1988 i 1989) i jeszcze raz wicemistrzostwo Polski (1990), a także Puchar Polski w 1988 i 1990. W latach 1990–1991 prowadził tunezyjską drużynę La Marsa, w latach 1991–1993 francuską Le Saint-Nazaire Volley-Ball i w 1992 wprowadził ją do ekstraklasy. W latach 1995–2000 był trenerem Okocimskiego Brzesko (w 1999 wprowadził go do Serii B polskiej ligi), w 2002 prowadził w barażach o utrzymanie w II lidze Wandę Kraków. Był także trenerem AZS Politechniki Krakowskiej (2007–2008), AZS AGH Kraków (2011–2012) i kolejny raz Hutnika Kraków (2014–2015).
Jest absolwentem Wyższej Szkoły Wychowania Fizycznego w Krakowie i wieloletnim pracownikiem Akademii Wychowania Fizycznego w Krakowie.